# Verlag Die Schmiede

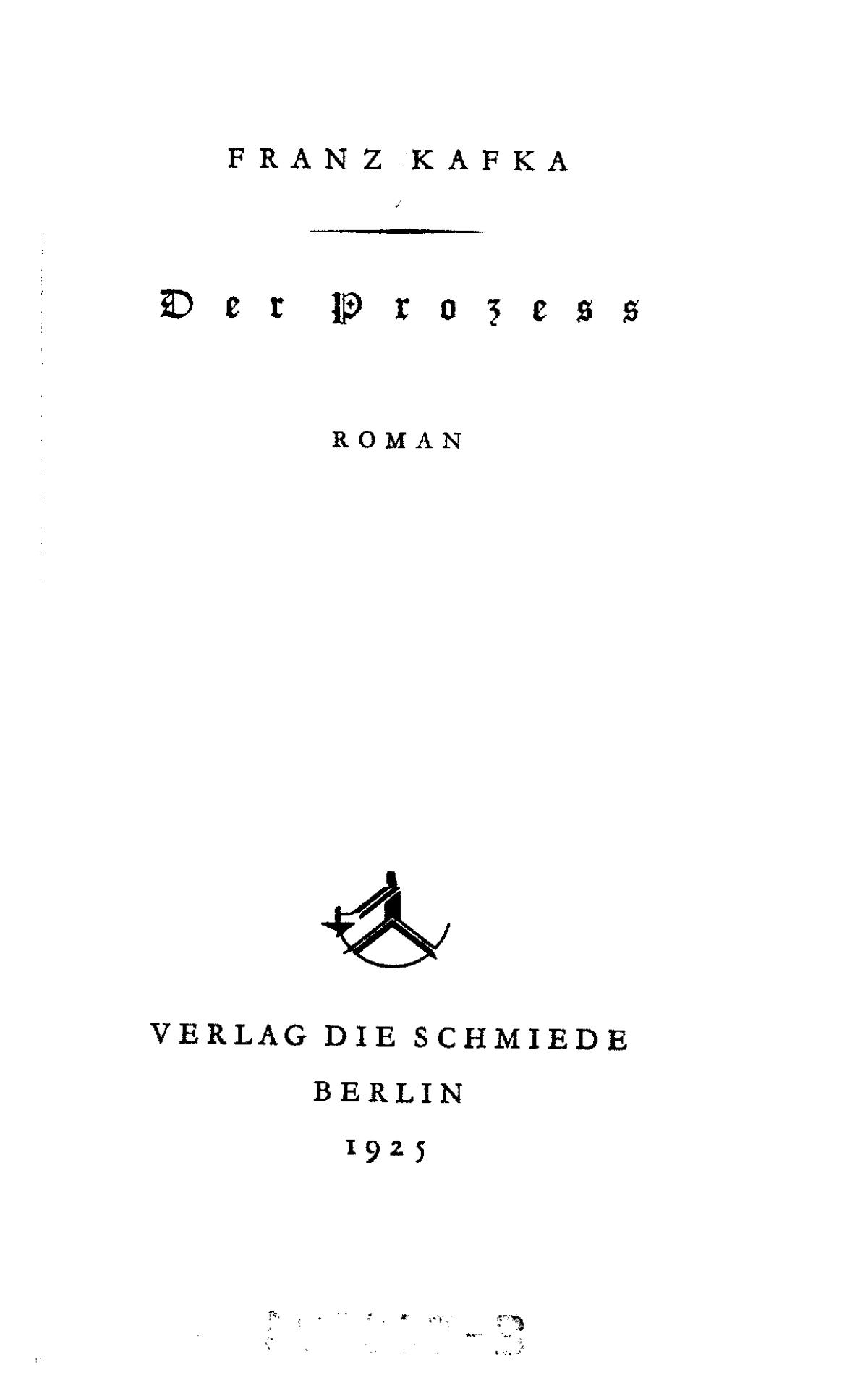

Verlag Die Schmiede a fost o editură germană cu sediul la Berlin care a publicat literatură avangardistă în anii 1920. Printre autorii publicați s-au numărat Franz Kafka, Alfred Döblin, Joseph Roth, Rudolf Leonhard și mulți alții. Cele mai multe supracoperți au fost realizate de George Salter, care a devenit mai târziu cetățean american.
Leonhard a fost lector și editor din 1919.
Editura Die Schmiede a publicat postum în premieră două cărți ale lui Franz Kafka: volumul de povestiri Ein Hungerkünstler în 1924 și romanul Der Process în 1925. Kafka pregătise volumul de povestiri pentru a fi tipărit, în timp ce romanul a fost tipărit prin grija prietenului său, Max Brod.
Romanele Hotel Savoy și Rebellion ale lui Roth au fost publicate pentru prima dată în 1924.
Prima traducere a primei părți a romanului autobiografic À la recherche du temps perdu al lui Marcel Proust, realizată de Rudolf Schottlaender, a fost publicată aici sub titlul Der Weg zu Swann (Drumul către Swann).